# Himantolophus nigricornis
Himantolophus nigricornis — вид вудильникоподібних риб родини Himantolophidae. Це морський, батипелагічний вид. Широко поширений по Тихому океані. Тіло завдовжки до 19,5 см.